# Калагаровский сельский совет
Калагаровский сельский совет (укр. Калагарівська сільська рада) — входит в состав
Гусятинского района
Тернопольской области
Украины.
Административный центр сельского совета находится в 
с. Калагаровка.

## Населённые пункты совета
- с. Калагаровка
- с. Волица
- с. Крутилов